# Липовые горы
Липовые горы — горный хребет на Южном Урале. Находится на территории Ишимбайского района Башкортостана.
Относится к хребтам Башкирского (Южного) Урала.
Липовые горы растянулись вдоль меридиана от реки Осилы (бассейн Зилима) до широтного отрезка реки Нугуш.
Длина хребта — 20 км, ширина — 1,5—3 км, высота — 673 м. На хребте имеются 20 вершин с высотами от 450 до 673 м (горы Кудашка, Калинтау, Кылыскыр и др.).
Хребет сложен из песчаников, алевролитов, сланцев ашинской свиты венда, дает начало рекам Алагузлы, Осила, Малая и Большая Кудашка (бассейн реки Белой).
Ландшафты — смешанные леса на серых лесных и дерново-подзолистых горных почвах.